# Naloty na Singapur (1944–1945)
Naloty na Singapur (1944–1945) – operacja wojskowa przeprowadzona przez lotnictwo alianckie podczas drugiej wojny światowej. Jednostki bombowców dalekiego zasięgu lotnictwa wojsk lądowych USA (USAAF) przeprowadziły jedenaście nalotów na okupowany przez Japończyków Singapur w okresie od listopada 1944 roku do marca 1945 roku. Zdecydowana większość z tych nalotów miała na celu zniszczenie instalacji należących do znajdującej się na wyspie bazy morskiej i stoczni. Jednocześnie z nalotami bombowymi prowadzono operację zaminowania okolicznych wód. Gdy amerykańskie bombowce zostały przeniesione na inny obszar działań, brytyjski RAF przejął odpowiedzialność za operacje zaminowywania wód okalających Singapur, trwające do 24 maja 1945 roku.
Alianckie naloty miały zróżnicowane skutki. Choć uszkodzenia singapurskiej bazy morskiej i portu handlowego były znaczne, część nalotów miała niewielką skuteczność, a naloty na magazyny paliwowe znajdujące się na sąsiadujących z Singapurem wyspach okazały się całkowicie nieskuteczne. Z kolei operacja zaminowania wód istotnie zakłóciła japoński transport morski w rejonie Singapuru: skutkowała utratą trzech jednostek pływających i uszkodzeniem kolejnych dziesięciu. Bombardowania miały ponadto pozytywny wpływ na morale singapurskiej ludności cywilnej, która wierzyła, że naloty są zwiastunem zbliżającego się oswobodzenia miasta. Całkowita liczba ofiar nalotów wśród cywilów była niska, choć podczas ataku na zabudowania wojskowe zginęła grupa cywilnych robotników. Ponadto jeden nalot pozbawił domów setki ludzi.

## Tło historyczne
W okresie po pierwszej wojnie światowej Wielka Brytania znacznie rozbudowała swoją bazę morską w Sembawangu na północnym wybrzeżu wyspy Singapur jako część strategii odstraszania ekspansjonizmu japońskiego w regionie, tak zwanej strategii singapurskiej. W rezultacie Sembawang stał się jedną z najważniejszych baz imperium brytyjskiego, wyposażony był w duży suchy dok „King George VI” i pływający suchy dok „Admiralty IX”. Siły Wspólnoty Brytyjskiej rozlokowane na Malajach i w Singapurze zostały pokonane w kilka miesięcy po wybuchu wojny na Pacyfiku, a samą wyspę poddano Japończykom 15 lutego 1942 roku. Singapur stał się celem wielokrotnych nalotów japońskich podczas kampanii malajskiej i następujących po niej walk lądowych na samej wyspie. Bombardowania te spowodowały wiele ofiar wśród ludności cywilnej.

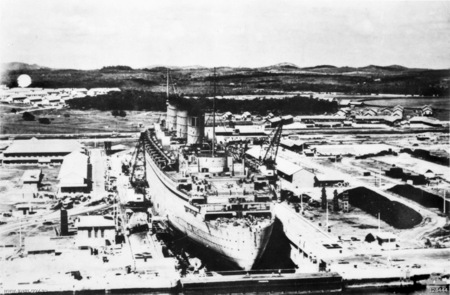
Liniowiec oceaniczny RMS Queen Mary w suchym doku „King George VI” w sierpniu 1940 r.

Baza morska w Singapurze nie doznała większych zniszczeń podczas walk w 1941 i 1942 roku, toteż stała się jednym z najważniejszych portów Nippon Kaigun poza archipelagiem Wysp Japońskich. Podobnie jak podczas zarządu brytyjskiego, w bazie zatrudniono wielu lokalnych cywilów, jednak Japończycy poddali ich surowej dyscyplinie, obejmującej między innymi bicie za pomniejsze przewinienia oraz areszt i egzekucje za kradzież czy wyciek informacji. Japońskie 2. i 3. Flota zostały między lutym a kwietniem 1944 roku przesunięte ze środkowego Pacyfiku w okolice Singapuru i wysp Lingga, aby być bliżej źródeł zaopatrzenia w paliwo. Floty te stanowiły trzon japońskiej marynarki wojennej, w ich skład wchodziła większość pozostających w służbie pancerników i lotniskowców.
Siły skierowane przez Japończyków do obrony Singapuru nie były znaczne. Na początku 1945 roku obrona powietrzna wyspy składała się z dwóch kompanii wyposażonych w armaty automatyczne, kilku jednostek przeciwlotniczych japońskiej marynarki wojennej i niewielkiej liczby samolotów. Niektóre działa przeciwlotnicze obsadzali członkowie malajskich sił pomocniczych. Efektywność i tak niewystarczającej obrony przeciwlotniczej ograniczały dodatkowo takie czynniki jak brak koordynacji między wojskami lądowymi a marynarką wojenną, niedobór systemów kontroli ognia oraz brak radarów czy balonów zaporowych. Szczególnie słabo prezentowała się obrona przed nalotami nocnymi, jako że myśliwce nocne nie stacjonowały w pobliżu Singapuru, a koordynacja pomiędzy bateriami przeciwlotniczymi i reflektorami przeciwlotniczymi stała na niskim poziomie.
W czerwcu 1944 roku amerykańskie XX Dowództwo Bombowe rozpoczęło lotnicze operacje bojowe z użyciem ciężkich bombowców Boeing B-29 Superfortress, które stacjonowały w bazach w pobliżu Kharagpuru w północno-wschodnich Indiach. Choć głównym zadaniem dowództwa było atakowanie celów przemysłowych na archipelagu Wysp Japońskich, około 50% wykonywanych przez nie lotów bojowych koncentrowało się na wspieraniu działań alianckich na Pacyfiku. XX Dowództwo Bombowe podlegało amerykańskiej 20. Armii Lotniczej, która z kolei kierowana była bezpośrednio z Waszyngtonu przez Henryego H. Arnolda, dowódcę lotnictwa wojsk lądowych, a nie dowódców poszczególnych teatrów działań wojennych w Indiach i Chinach. Po rezygnacji Arnolda z funkcji pierwszego dowódcy jego obowiązki w zakresie walk przeciwko Japonii przejął 29 sierpnia 1944 roku Curtis LeMay.
W następstwie przegranej pod koniec października 1944 roku bitwy w zatoce Leyte pozostałe okręty japońskiej marynarki wojennej rozdzielono na dwie grupy. Jedna wróciła do baz na japońskim Morzu Wewnętrznym, podczas gdy druga stacjonowała w pobliżu wysp Lingga. 27 października Arnold zasugerował LeMayowi, że porażka Japończyków w zatoce Leyte mogła podnieść znaczenie bazy morskiej w Singapurze i poprosił XX Dowództwo Bombowe o przeprowadzenie ataku na wyspę. Alianci nie mieli aktualnych danych wywiadowczych na temat wyspy i dopiero wykonane 30 października zdjęcia z przelatującego nad Singapurem Superfortressa dostarczyły Amerykanom odpowiednich informacji. Pomimo udanego zwiadu lotniczego sztab LeMaya uznał, że atak w dzień, który wiązał się z przelotem około 6400 kilometrów w obie strony z bazy w Kharagpurze, nie mógł zakończyć się powodzeniem. Niemniej Arnold nakazał XX Dowództwu Bombowemu przeprowadzenie nalotów na Singapur.

## Naloty

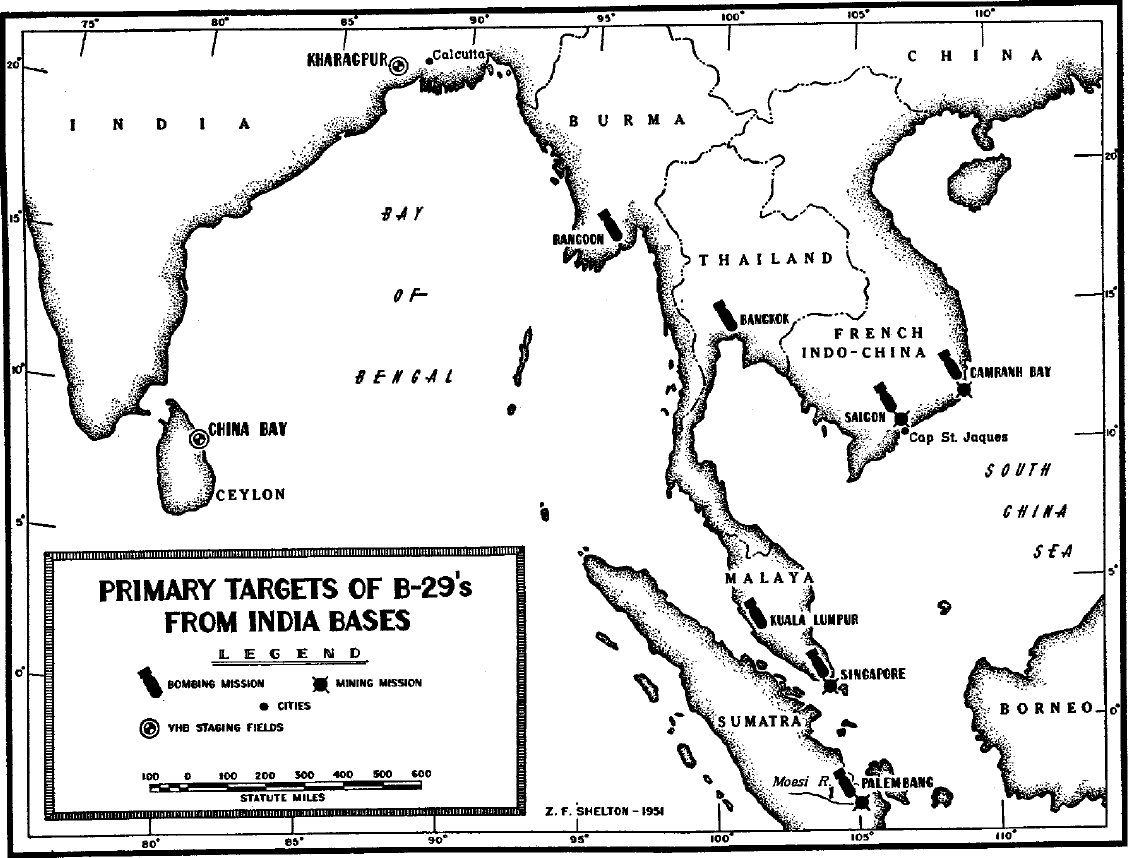
Lokalizacje baz lotniczych, w których stacjonowały bombowce typu B-29 w Indiach i na Cejlonie, oznaczone została kółkami z szachownicą w środku. Symbole bomb oznaczają główne cele alianckich nalotów w Azji Południowo-Wschodniej.

### Pierwsze ataki
Pierwszy nalot na Singapur wykonano 5 listopada 1944 roku. XX Dowództwo Bombowe wysłało 76 bombowców ciężkich B-29 Superfortress z baz w okolicach Kharagpuru. Ze względu na niezwykle duże oddalenie celu samoloty przenosiły jedynie po dwie bomby 1000-funtowe. Pilotów poinstruowano również, aby zrzucać bomby z mniejszej niż normalnie wysokości 6100 metrów (20 000 stóp) i utrzymywać luźną formację w locie. Głównym celem nalotu był suchy dok „King George VI”, a jako cel dodatkowy wyznaczono położoną na północy Sumatry rafinerię Pangkalanbrandan.
Pierwsze B-29 nadleciały nad bazę w Singapurze o godzinie 6.44. Bombardowanie okazało się bardzo precyzyjne, a maszynie prowadzącej formację udało się umieścić bombę w odległości 15 metrów od bramy komory kesonowej suchego doku. Dok trafiony został jeszcze kilkoma bombami, co uczyniło go niezdatnym do użycia przez kolejne trzy miesiące. Bomby spadające na suchy dok uszkodziły także remontowany wówczas 142-metrowy frachtowiec. W wyniku nalotu zginęło wielu cywilnych pracowników bazy, którzy znajdowali się w suchym doku i nie zdążyli uciec przed bombami. Atak uszkodził także wiele zabudowań bazy znajdujących się w pobliżu doku. Ostatecznie singapurską bazę zbombardowały 53 Superfortressy, a rafinerię Pangkalanbrandan – siedem. Ogień do samolotów otworzyły nieliczne japońskie działa przeciwlotnicze i stacjonujące w bazie samoloty; przyczyną straty dwóch bombowców był jednak nie ogień nieprzyjaciela, ale wypadki. Przeprowadzony przez aliantów nalot był podówczas najdłuższym, pod względem przebytej odległości, bombardowaniem dziennym. Po ataku japońscy żołnierze zamordowali grupę rannych indonezyjskich robotników. Uszkodzenia suchego doku „King George VI” uniemożliwiły późniejsze jego wykorzystanie do naprawy pancerników uszkodzonych podczas bitwy w zatoce Leyte.

### Kolejne naloty
Kolejne bombardowanie Singapuru nastąpiło w styczniu 1945 roku. Na podstawie raportów wywiadu, iż okręty japońskie uszkodzone podczas kampanii filipińskiej skierowano do naprawy w stoczni w Singapurze, amerykańskie dowództwo podjęło decyzję o wysłaniu z bazy w Indiach 47 bombowców B-29 Superfortress w celu zniszczenia pływającego suchego doku „Admiralty IX” i położonego na południowym wybrzeżu wyspy suchego doku „King George VI”. Alianckie samoloty wystartowały 10 stycznia o północy i dotarły nad Singapur 11 stycznia około godziny 8.20. Tylko 27 maszyn uderzyło na singapurski dok, ale ze względu na intensywny ostrzał przeciwlotniczy z japońskich okrętów zakotwiczonych w cieśninie Johor nie wyrządziły one większych szkód. Pozostałe bombowce zaatakowały malajski stan Penang, położone w Birmie miasto Mergui i kilka innych zlokalizowanych na trasie przelotu celów, jednak bombardowania nie przyniosły większych korzyści. Alianci stracili dwa samoloty.
W styczniu 1945 roku XX Dowództwo Bombowe rozpoczęło przygotowania do przegrupowania części sił na Mariany. W związku z tym amerykańskie dowództwo wstrzymało tymczasowo ataki na Japonię i naloty w Azji Wschodniej, do których przeprowadzania wykorzystywano alianckie bazy w Chinach, gdzie lecące na misję bombowce uzupełniały paliwo. Zamiast tego skupiono się na celach w Azji Południowo-Wschodniej, które pozostawały w zasięgu maszyn stacjonujących w bazie w Kharagpurze. Jako że w zasięgu pozostawało niewiele celów przemysłowych, najwyższy priorytet nadano atakom na japońską flotę cumującą w Rangunie, Bangkoku czy właśnie Singapurze. Ataki prowadzono na dwa sposoby: bombardowanie z powietrza lub stawianie min morskich. W ramach przegrupowania sił alianckich 18 stycznia na Mariany poleciał LeMay, a jego miejsce zajął generał brygady Roger M. Ramsey.
1 lutego XX Dowództwo Bombowe przeprowadziło kolejny konwencjonalny atak bombowy na bazę morską w Singapurze. Tego dnia alianci wysłali 112 bombowców B-29, każdy z czterema bombami o wagomiarze 450 kilogramów. Główny cel tego nalotu, pływający suchy dok „Admiralty IX”, został zaatakowany przez 67 z 88 maszyn, które doleciały nad wyspę. W wyniku bombardowania zniszczono dok i zacumowany w nim 140-metrowy okręt. Pozostałe bombowce za cel obrały administracyjną część bazy, zwaną „West Wall”, w której zniszczyły wiele budynków i znajdującego się tam ciężkiego sprzętu. Spośród maszyn, które nie doleciały nad Singapur, 20 uderzyło na cele znajdujące się w rejonie Penangu i mieście Martaban. W wyniku rajdu alianci stracili dwa samoloty: jeden zestrzelony przez japoński myśliwiec oraz drugi uszkodzony przez Japończyków i rozbity podczas lądowania.

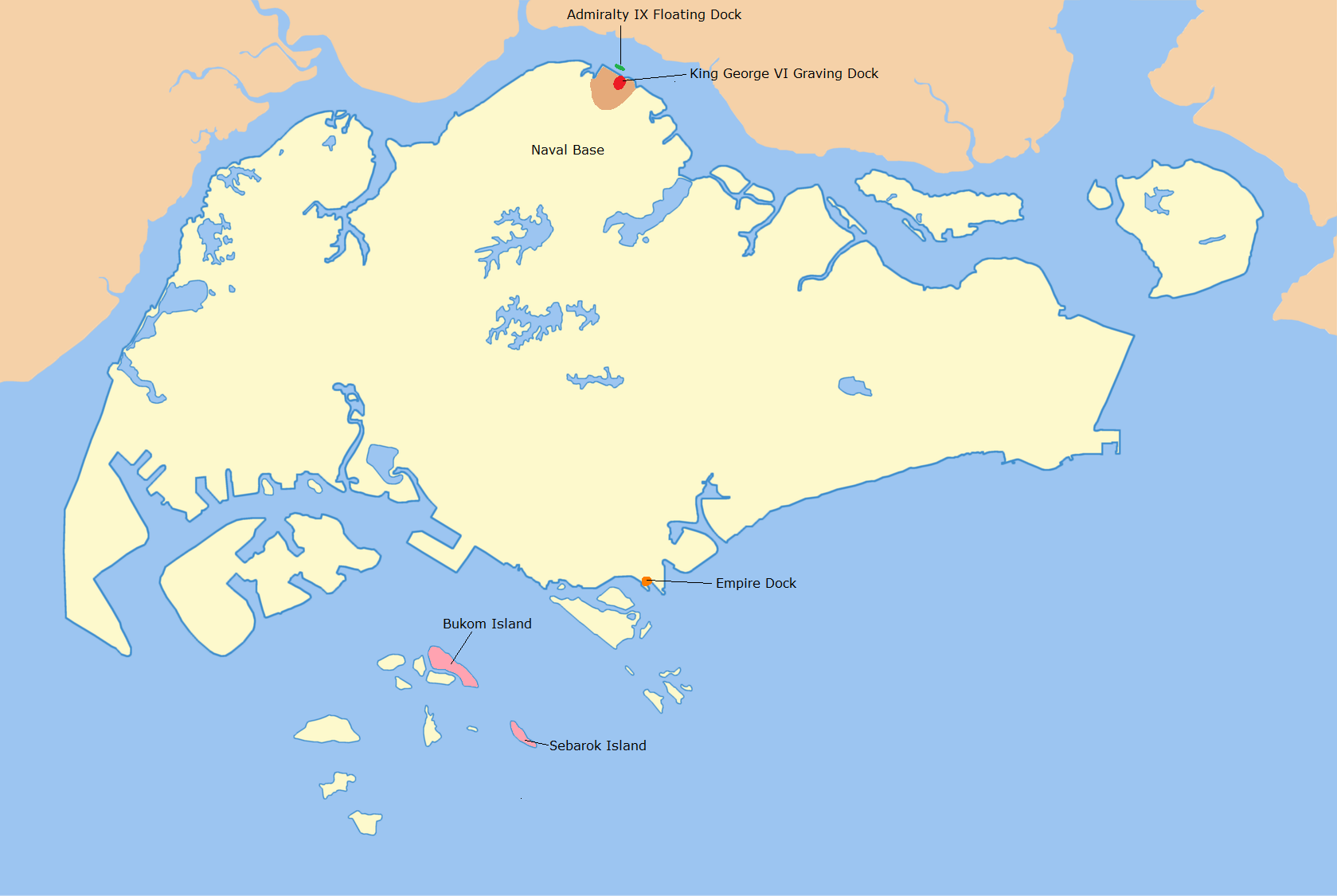
Główne cele amerykańskich nalotów na Singapur.
(Uwaga: mapa przedstawia współczesny układ linii brzegowej Singapuru, a nie ten z czasów drugiej wojny światowej)

Choć XX Dowództwo Bombowe rozpoczęło przygotowania do kolejnego ataku na singapurską bazę już 6 lutego, planowany nalot został wkrótce odwołany przez admirała Louisa Mountbattena, dowódcę sił alianckich na obszar Azji Południowo-Wschodniej. Mountbatten zakazał bombardowania instalacji morskich w Singapurze i Penangu jako przydatnych do ewentualnego wykorzystania przez aliantów podczas planowanego odbicia Malajów i Singapuru z rąk armii japońskiej. W wyniku prośby Ramseya o wyjaśnienie takiego rozkazu Mountbatten spotkał się z nim w Kandy, gdzie jako nowe priorytety wyznaczono cele w Kuala Lumpur. Mountbatten zezwolił także na bombardowanie wyselekcjonowanych celów bazy w Singapurze, zaznaczając, że zniszczeniu nie mogą ulec doki, w tym w szczególności suchy dok „King George VI”, oraz ciężki sprzęt stoczniowy. Siła uderzenia miała zostać natomiast skierowana na „West Wall”, składy paliwa i urządzenia doków handlowych. Za cel trzeciej kategorii uznano Sajgon, a najmniejszy priorytet przyznano składom paliwa znajdującym się na wyspach w pobliżu Singapuru.
Kolejne bombardowanie wyspy odbyło się 24 lutego. Tego dnia 116 Superfortressów wysłano w celu zniszczenia „Empire Dock”, mieszczącego się na południowym krańcu Singapuru. Był to dok handlowy, który XX Dowództwo Bombowe uznało za cel odpowiadający nowym obostrzeniom wprowadzonym przez Mountbattena. Samoloty wyposażone zostały w bomby zapalające, a 105 maszyn, którym udało się dotrzeć nad wyspę, zniszczyło około 39% powierzchni magazynowych znajdujących się w pobliżu doku. W rezultacie pożarów wywołanych przez bomby magazyny zostały przesłonięte gęstym dymem, co sprawiło, że około 26 bombowców zrzuciło ładunek „na ślepo”, co skutkowało z kolei zniszczeniem budynków mieszkalnych i komercyjnych w sąsiadujących z dokiem rejonach. Lokalna gazeta „The Syonan Shimbun” podawała później, że w wyniku nalotu bez dachu nad głową zostało 396 osób. Amerykanie stracili jeden bombowiec B-29, który rozbił się z powodu braku paliwa w drodze powrotnej do Indii.

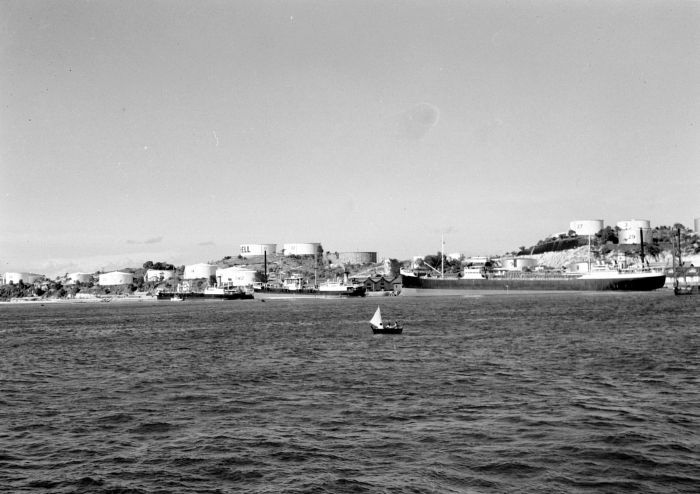
Zbiorniki paliwa na wyspie Samboe były jednym z celów nalotu z 12 marca 1945 roku

Datę następnego nalotu XX Dowództwo Bombowe wyznaczyło na 2 marca. Jako że wiele z podlegających Dowództwu maszyn znajdowało się w drodze na Mariany, jedynie 65 Superfortressów znajdowało się w gotowości do kolejnego ataku. Samoloty te za cel obrały rejon zajęty przez magazyny i sklepy w bazie morskiej na Singapurze, który zbombardowany został bombami o wagomiarze 230 kilogramów. Nad wyspę dotarło 49 maszyn, które zniszczyły to, co przetrwało wcześniejsze naloty, jednak straty Japończyków ograniczyła tym razem skuteczna obrona przeciwlotnicza prowadzona z zacumowanych w pobliżu wyspy okrętów. Zestrzelono dwa B-29.
Dwa ostatnie naloty przeprowadzone przez XX Dowództwo Bombowe przed całkowitym przeniesieniem się na Mariany miały na celu zniszczenie składów paliwowych na niewielkich wyspach w pobliżu Singapuru. 12 marca trzy grupy B-29 wysłane zostały w kierunku wysp Bukom i Sebarok na południowym wybrzeżu Singapuru oraz wyspy Sambu położonej kilka kilometrów od Batam i będącej wówczas częścią Holenderskich Indii Wschodnich. Każdej grupie przydzielono zbombardowanie innej wyspy. W drodze do celu Superfortressy nie napotkały ognia japońskiej artylerii przeciwlotniczej. Niemniej ze względu na złe warunki pogodowe 44 Superfortressy, które zdołały dotrzeć do celu, musiały dokonać nalotu na ślepo, co spowodowało niewielką skuteczność ataku. Ostatni nalot przeprowadzony przez XX Dowództwo Bombowe przed przeniesieniem się na Mariany nastąpił nocą z 29 na 30 marca, kiedy to 29 bombowców B-29 zaatakowało wyspę Bukom. W ramach przeszkolenia pilotów w zakresie techniki prowadzenia nalotów z małej wysokości, którą to taktykę wykorzystywano podczas nalotów na Wyspy Japońskie, bombowce atakowały cele oddzielnie z wysokości między 1500–2100 metrów. W wyniku bombardowania zniszczono siedem z 49 zbiorników paliwa na wyspie, a kolejne trzy zostały uszkodzone. Podczas nalotu alianci nie stracili żadnej maszyny.

### Operacja zaminowywania wód w okolicach Singapuru
W ramach działań przeciwko japońskiej żegludze od stycznia 1945 roku XX Dowództwo Bombowe prowadziło również, podczas każdej pełni księżyca, operacje zaminowywania wód w pobliżu Singapuru. W nocy z 25 na 26 stycznia 41 bombowców B-29 z 444. Grupy Bombowej i 468. Grupy Bombowej rozstawiło sześć pól minowych w pobliżu wejścia do portu w Singapurze. Tej samej nocy inna formacja B-29 zaminowała wybrzeże Sajgonu i zatokę Cam Ranh w ramach realizowanej wówczas większej lotniczej operacji zaminowywania wód Pacyfiku. Z kolei w nocy z 27 na 28 lutego 12 bombowców B-29 rozstawiło miny w cieśninie Johor w pobliżu Singapuru. Dziesięć samolotów zrzuciło 55 min na wyznaczonym obszarze, jeden zaminował Penang. Podczas kolejnej pełni księżyca, w nocy z 28 na 29 marca, 22 Superfortressy rozstawiły kolejne miny niedaleko Singapuru. Podczas wszystkich tych misji alianci nie stracili ani jednego samolotu.
W związku z przeniesieniem się XX Dowództwa Bombowego na Mariany odpowiedzialność za minowanie wód wokół Singapuru przejęła brytyjska 222. Grupa RAF-u, wyposażona w samoloty bombowe Consolidated B-24 Liberator. Działania wstrzymano 24 maja, aby nie utrudniać zaplanowanej na wrzesień brytyjskiej inwazji na Malaje. Japończycy ustanowili na jednej z wysp Cieśniny Singapurskiej stanowisko obserwacyjne, aby wykrywać pola minowe, choć jego skuteczność okazała się niewielka. Ogółem zrzucone z samolotów miny zatopiły w pobliżu Singapuru trzy okręty, a uszkodziły kolejnych dziesięć. Co więcej, ustawione przez aliantów pola minowe przerwały trasy japońskich konwojów i utrudniły naprawy uszkodzonych okrętów, jednak sama operacja prowadzona była zbyt krótko, aby wywrzeć istotny wpływ na losy starcia z Japonią w tym rejonie.

## Następstwa

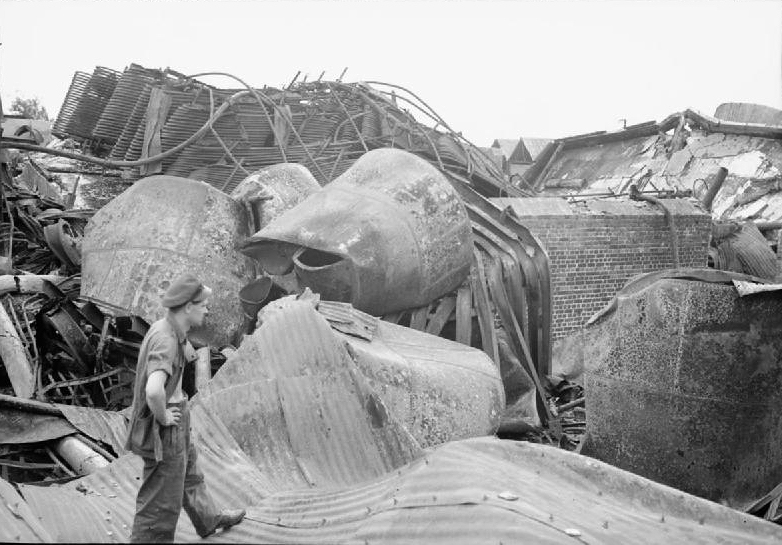
Kierowca oddziału transportu zmechanizowanego RAF-u przygląda się stratom spowodowanym przez alianckie naloty na doki w Singapurze we wrześniu 1945 roku

Alianckie ataki na Singapur przyniosły mieszane rezultaty. Naloty na bazę morską spowodowały znaczne zniszczenia budynków warsztatowych i uniemożliwiły Japończykom wykorzystanie suchego doku „King George VI” w okresie między końcem 1944 a początkiem 1945 roku oraz pływającego suchego doku „Admiralty IX” od lutego 1945 roku. Co więcej, pracownicy bazy morskiej nie wracali do pracy przez jakiś czas po każdym nalocie oraz musieli zostać zaopatrzeni w specjalne racje i dodatkowe schrony bombowe. Choć zniszczenia poczynione przez aliantów w rejonie Empire Docks zahamowały japońskie działania związane z wykorzystaniem portu, to z tej samej przyczyny po zajęciu wyspy przez Brytyjczyków port nie mógł być wykorzystywany w końcowym okresie wojny przeciwko Japonii. Mniej efektywne były naloty na składy paliwowe znajdujące się niedaleko Singapuru, które, jak okazało się po kapitulacji Japonii, w większości były wykorzystywane do samego końca konfliktu.
Wysiłki Japończyków mające na celu obronę Singapuru przed atakami z powietrza okazały się nieskuteczne. Ze względu na niewystarczające wyposażenie jednostek przeciwlotniczych podczas amerykańskich nalotów zdołano zestrzelić jedynie dziewięć bombowców B-29, wszystkie za dnia. Z kolei działania rozminowujące prowadzono zbyt wolno, przez co uznanie portu za bezpieczny po każdej alianckiej akcji zaminowywania jego okolic zajmowało około trzech tygodni. Załogi amerykańskich samolotów, które zostały zestrzelone podczas nalotów, spotkał zróżnicowany los. Niewielka grupa zdołała nawiązać kontakt z lokalnym ruchem oporu, takim jak Malajska Ludowa Armia Antyjapońska, inni dostali się do japońskiej niewoli, gdzie byli więzieni w ciężkich warunkach. Ci, którzy zostali złapani przez żołnierzy japońskich i byli przetrzymywani w bazie morskiej, zostali ścięci. Po wojnie japoński personel bazy, który został oskarżony o bestialstwo w stosunku do jeńców wojennych, został skazany w czasie tak zwanych procesów singapurskich na kary śmierci lub długoletniego więzienia.
Naloty na Singapur wzmocniły morale tamtejszej ludności cywilnej. Uznawano je za zapowiedź wyzwolenia wyspy spod japońskiej okupacji, choć mieszkańcy starali się nie okazywać uczuć przed samymi Japończykami z obawy przed represjami. Bombowce B-29 przez wielu uznawane były za niezniszczalne, a cywile okazywali radość z możliwości atakowania pozycji japońskich bez ponoszenia większych strat. Próbując zaprzeczyć tym opiniom, japońskie władze okupacyjne wystawiły na widok publiczny wrak zestrzelonego B-29 i jego ocalałą załogę oraz wyświetliły film ukazujący samo zestrzelenie. Te działania propagandowe nie wywołały jednak większych zmian w nastawieniu lokalnej ludności. Japończykom nie udało się także podburzyć przeciwko aliantom singapurskiej społeczności muzułmańskiej, nagłaśniając uszkodzenia miejscowego meczetu wywołane przez naloty 11 stycznia i 24 lutego, z czego ten drugi nastąpił w święto Maulid. Kolejnym czynnikiem, który przyczynił się do poparcia nalotów przez lokalną społeczność, było ewidentne skierowanie nalotów przeciwko instalacjom wojskowym, co znacznie ograniczało ofiary wśród cywilów, a amerykańskie bombardowania uznawane były za bardzo precyzyjne. Oczekiwanie na dalsze ataki spowodowało wzrost cen żywności i artykułów pierwszej potrzeby, a wraz ze wzrostem zapotrzebowania na nie narastać zaczęły także spekulacje i nielegalny obrót towarami, czemu nie udało się przeciwdziałać władzom japońskim.